# Пјерлуиђи Колина
Пјерлуиђи Колина (итал. Pierluigi Collina; Болоња, 13. фебруар 1960) је бивши италијански фудбалски судија. Шест пута је проглашаван за судију године, па се сматра најбољим судијом свих времена.

## Биографија
Колина је рођен у Болоњи. Као тинејџер је тренирао фудбал, а 1977. је почео да се бави суђењем. Брзо је напредовао па је 1988. почео да суди у трећој италијанској лиги, а три сезоне касније у Серији Б и Серији А. У то време је оболео од тежег облика алопеције, па је изгубио сву косу. На ФИФА-ину листу увршћен је 1995, па је судио на Олимпијским играма у Атланти 1996. и финалу Лиге Шампиона 1999. Као врхунац каријере судио је у финалу Светског првенства 2002. између Немачке и Бразила. Последње велико такмичење на ком је судио било је финале Купа УЕФА 2004. између Валенсије и Марсеја. Последњу међународну утакмицу коју је судио била је између Португала и Словачке. Италијански фудбалски савез је због њега подигао обавезну годину пензионисања судија са 45 на 46 година, али будући да је Колина у августу 2008. године потписао спонзорски уговор са Опелом, који је уједно био спонзор и ФК Милана, дошао је у сукоб интереса, па је одлучио да заврши каријеру.
2003. године је објавио аутобиографију Le Mie Regole del Gioco, а након пензионисања почео је да ради као финансијски саветник.
У Србији и Црној Гори је 21. децембра 2004 у београдском кафићу Инсомнија са Лазом Ристовским снимио чувену рекламу за МБ пиво. Колина је у њој изговорио на српском Нема цекај Лазо, дај МБ пиво.

## Награде
- - Најбољи судија године[4]
  - 1998, 1999, 2000, 2001, 2002, 2003.